# Elephantine

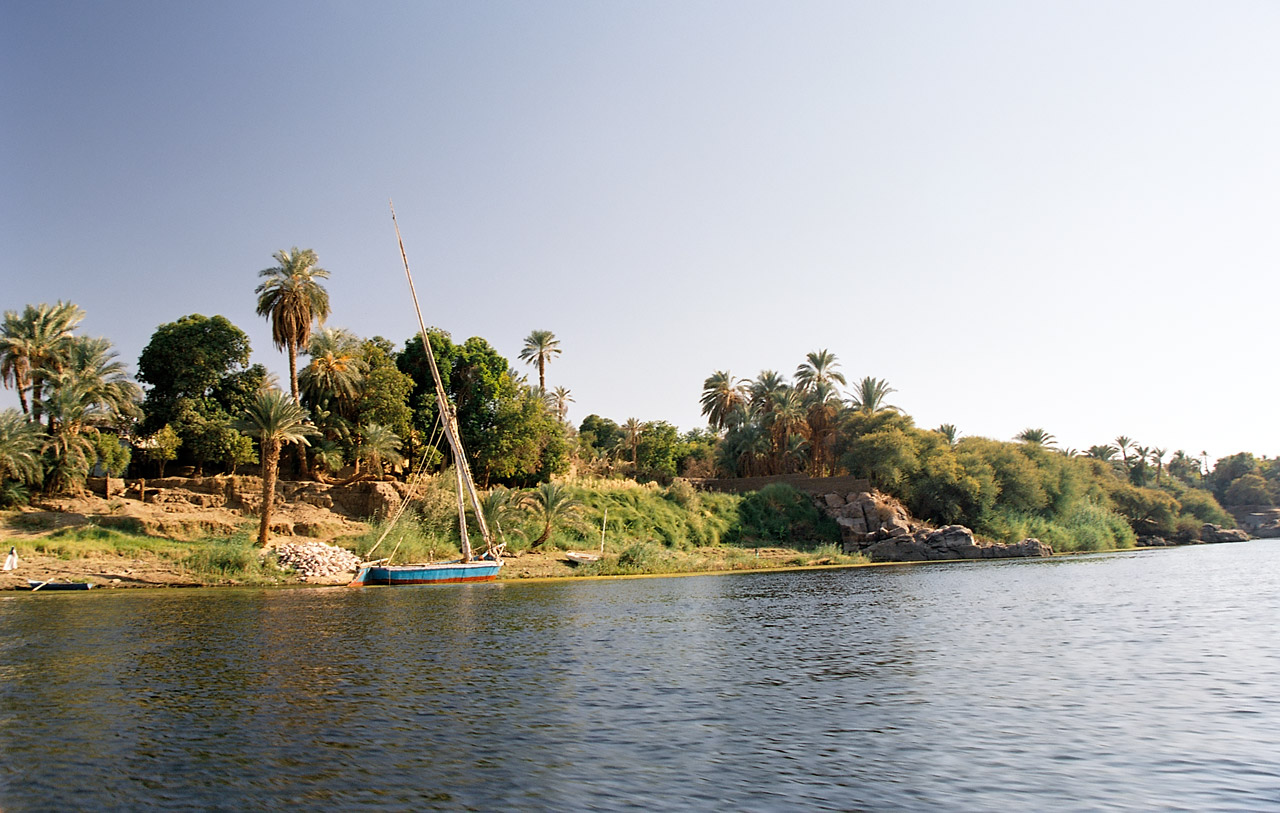
Nhìn từ phía tây ngân hàng ở đảo Elephantine trên sông Nile.

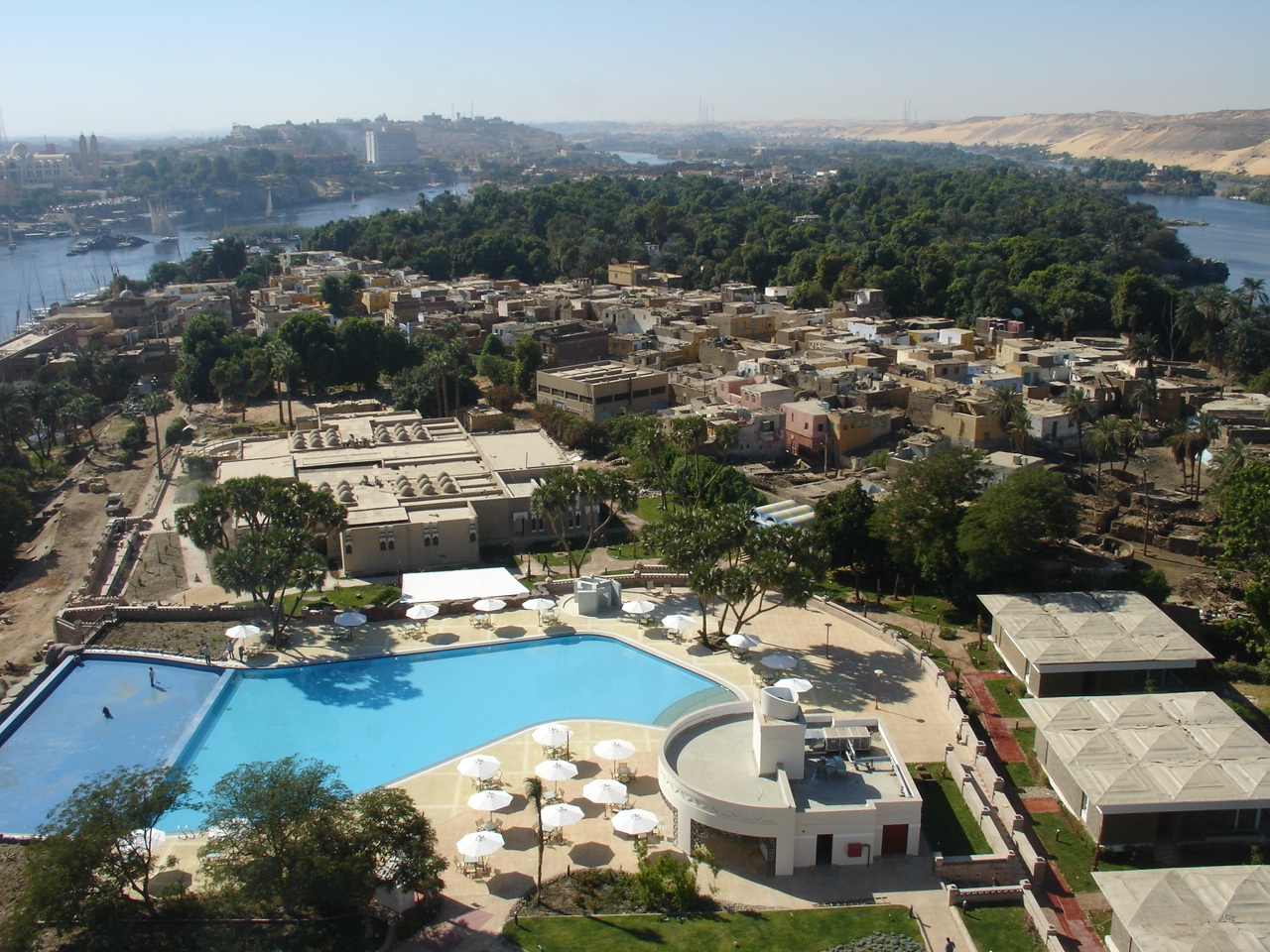
Nhìn từ phía nam (thượng nguồn) của đảo Elephantine và sông Nile, từ một tầng khách sạn.

Elephantine hay còn gọi là "đảo Voi Bự " (tiếng Ả Rập: جزيرة الفنتين;tiếng Hy Lạp: Ελεφαντίνη) là một đảo trên sông Nile ở miền bắc Nubia và là một phần của thành phố hiện đại Aswan nằm ở miền nam Ai Cập.

## Lịch sử, Địa Lý và Thờ Phụng
Được biết đến với Ai Cập cổ đại giống như  'Abu'  hoặc    Yebu, đảo Elephantine nằm ở biên giới giữa Ai Cập và Nubia, cũng vì vậy nó là một địa điểm phòng thủ tuyệt vời cho một thành phố, ngoài ra vị trí của nó đã làm cho nó trở thành địa điểm thương mại trên sông.
Elephantine là một pháo đài đứng ngay đầu tiên của sông Nile. Trong suốt thời kỳ trung gian thứ hai (1650 - 1550 TCN), pháo đài đánh dấu biên giới phía Nam của Ai Cập.
Theo thần thoại Ai Cập, đây là nơi ở của Khnum, thần đầu dê, người bảo vệ và kiểm soát các vùng biển của sông Nile từ các hang động bên dưới hòn đảo. Ông được thờ ở đây như là một phần của bộ ba trong pantheon Ai Cập của các vị thần.  Bộ ba Elephantine  bao gồm cả Satis và Anuket. 
Satis được thờ từ thời kỳ sơ khai như một nữ thần chiến tranh và bảo vệ của khu vực chiến lược này của Ai Cập. Đôi khi hình dung như một sinh nữ thần, cô là hiện thân của lũ lụt hàng năm mang lại sự dồi dào của sông Nile, được xác định là con gái Anuket. Sự sùng bái Satis có nguồn gốc ở thành phố cổ của Swenet. Sau này, khi bộ ba được thành lập, Khnum được xác định là phối ngẫu của cô và do đó, được coi là cha đẻ của Anuket. 
Vai trò của Khnum trong thần thoại sau này thay đổi và vị thần khác được phân công nhiệm vụ của ông với dòng sông, lúc đó vai trò của ông như là một người thợ gốm cho phép ông được giao một nhiệm vụ trong việc tạo ra các cơ quan của con người.